# كوريريس
كوريريس (بالفرنسية: Courrières)‏ هي بلدية تقع في إقليم باد كاليه من منطقة نور با دو كاليه في شمال فرنسا. تبلغ مساحة هذه المدينة 8.63 (كم²)، وترتفع عن سطح البحر 25 م، يبلغ عدد سكانها 10682 نسمة حسب إحصاء المعهد الوطني للإحصاء والدراسات الاقتصادية سنة 2009 م. وترأس Christophe Pilch البلدية خلال فترة (2008-2014).

## أعلام
- جوليس برتون
- إميل بريتون